# 紋雕菊虎屬
纹雕菊虎属（学名：Ornatomalthinus）为菊虎科的一个属。其属名前缀Ornato- (装饰) 指称本属物种翅鞘的雕纹刻痕。

## 下级分类
本属包括以下物种：
- Ornatomalthinus elvirae Poinar & Fanti, 2016
- 陈睿纹雕花萤 Ornatomalthinus ruicheni Hsiao & Huang, 2018[1]